# IC 4861
IC 4861 ist eine Spiralgalaxie vom Hubble-Typ Sc im Sternbild Pfau am Südsternhimmel. Sie ist schätzungsweise 226 Millionen Lichtjahre von der Milchstraße entfernt und hat einen Durchmesser von etwa 75.000 Lj. 
Das Objekt wurde am 17. September 1901 von dem US-amerikanischen Astronomen DeLisle Stewart entdeckt.